# M50 (platform)
M50 is een samenwerkingsverband van 65 middelgrote Nederlandse gemeentes met 30.000 tot 80.000 inwoners. Voorheen heette het Platform Middelgrote Gemeenten (PMG). Deze middelgrote gemeenten vervullen vaak een centrumfunctie in de regio en kennen een stedelijke problematiek.

## Leden
De leden van M50 zijn
- Aalsmeer
- Altena
- Barendrecht
- Barneveld
- Bergen op Zoom
- Coevorden
- De Bilt
- De Ronde Venen
- Den Helder
- Diemen
- Dijk en Waard
- Doetinchem
- Dronten
- Etten-Leur
- Geldrop-Mierlo
- Goes
- Gooise Meren
- Gorinchem
- Harderwijk
- Hellendoorn
- Hendrik-Ido-Ambacht
- Houten
- Kampen
- Kerkrade
- Landgraaf
- Leidschendam-Voorburg
- Lingewaard
- Lochem
- Maassluis
- Meierijstad
- Midden-Groningen
- Nieuwegein
- Nijkerk
- Noordoostpolder
- Oldambt
- Oost Gelre
- Oosterhout
- Overbetuwe
- Papendrecht
- Peel en Maas
- Pijnacker-Nootdorp
- Raalte
- Ridderkerk
- Rijssen-Holten
- Rijswijk
- Roermond
- Schagen
- Soest
- Terneuzen
- Tiel
- Utrechtse Heuvelrug
- Veenendaal
- Veldhoven
- Velsen
- Venray
- Waalwijk
- Waddinxveen
- Wassenaar
- Weert
- Wijchen
- Winterswijk
- Woerden
- Zeist
- Zutphen
- Zwijndrecht